# Hypothèse de la Terre rare

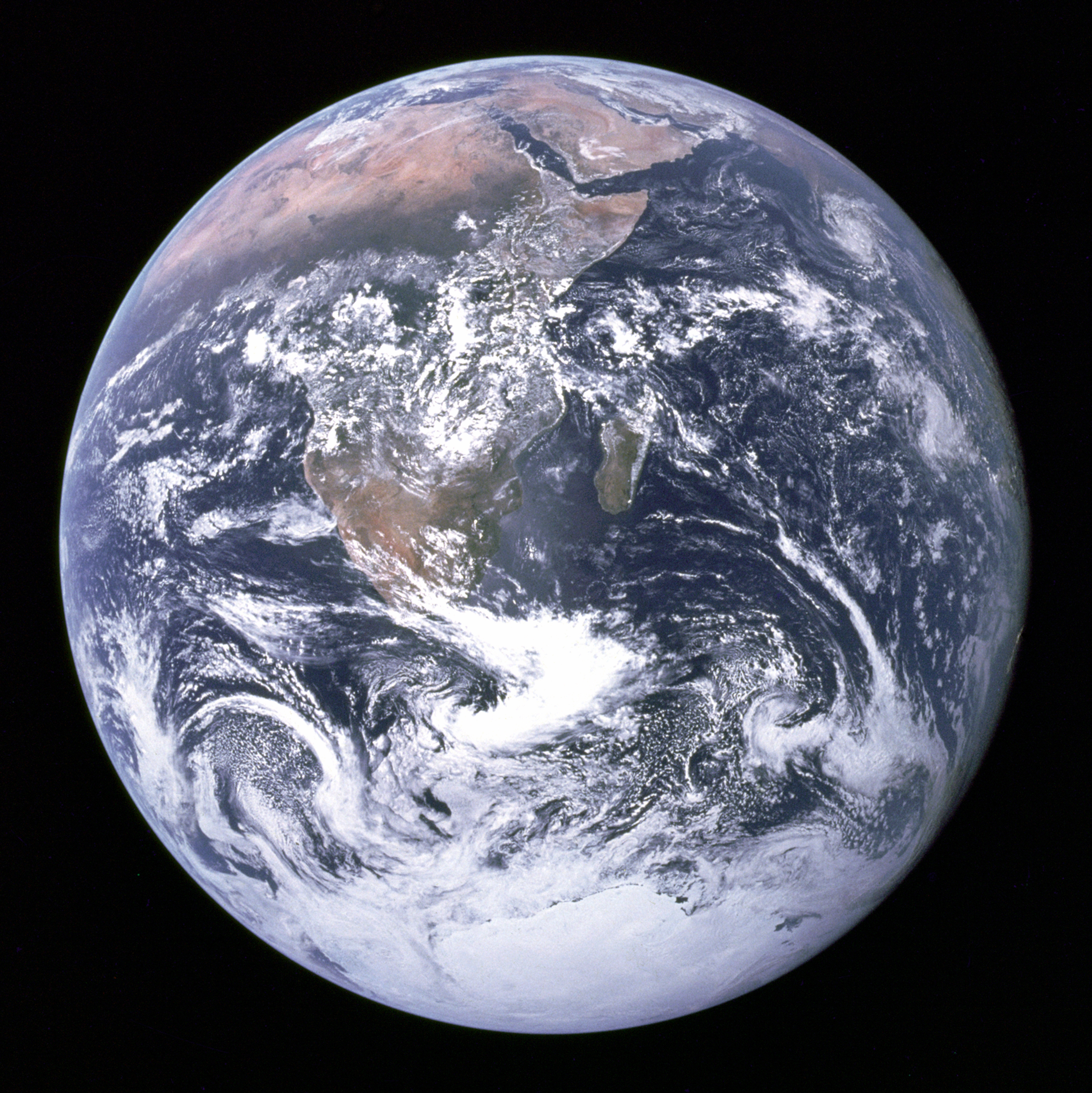
Les planètes pouvant abriter la vie comme la Terre sont-elles rares ?

En astronomie planétaire et en astrobiologie, l'hypothèse de la Terre rare soutient que l'émergence d'une vie multicellulaire complexe (metazoa) sur Terre a exigé une combinaison improbable d'événements et de circonstances astrophysiques et géologiques. L'expression « Terre rare » provient du livre Rare Earth: Why Complex Life Is Uncommon in the Universe (2000), étude coécrite par le géologue et paléontologue Peter Ward et par l'astronome et astrobiologiste Donald E. Brownlee. Cet ouvrage constitue la source de l'essentiel du présent article.
Ward et Brownlee soutiennent que les planètes, les systèmes planétaires et les régions galactiques qui sont favorables à une vie complexe, comme la Terre, le Système solaire et notre région de la Voie lactée, sont probablement très rares.
L'hypothèse de la Terre rare s'oppose au principe de médiocrité (ou principe copernicien), soutenu par Carl Sagan et Frank Drake, entre autres. Le principe de médiocrité conclut que la Terre est une planète rocheuse typique, dans un système planétaire typique, localisé dans une région sans aucun caractère exceptionnel d'une galaxie spirale barrée courante. Il est donc probable que l'Univers fourmille de vie complexe.
L'hypothèse de la Terre rare, en concluant que la vie complexe n'est pas commune, est une solution possible du paradoxe de Fermi : « si les extraterrestres sont courants, pourquoi ne les voit-on pas ? ».

## Les zones galactiques habitables

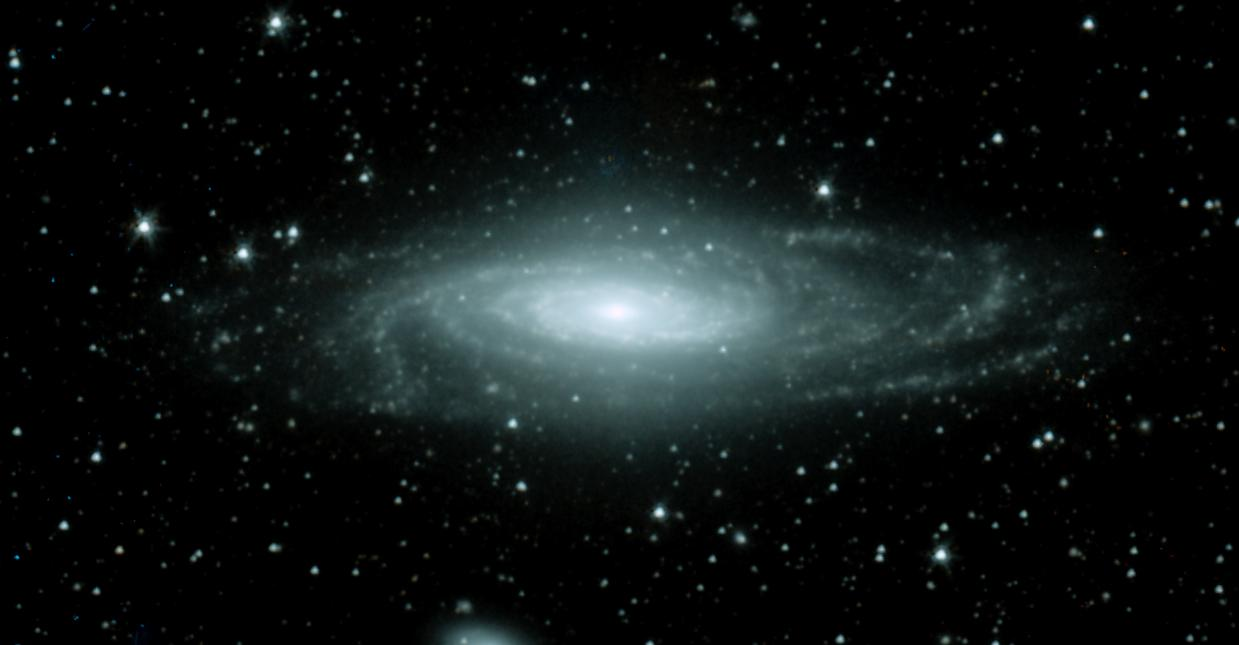
Dans une zone manquant de métaux ou proche du centre de la galaxie et exposée à un rayonnement important, une planète n'est pas en mesure d'abriter la vie. La galaxie photographiée est NGC 7331, souvent identifiée comme la jumelle de la Voie lactée.

Rare Earth suggère qu'une grande partie de l'univers connu, y compris de grandes parties de notre galaxie, ne peut pas abriter de vie complexe ; Ward et Brownlee désignent ces régions comme des « zones mortes ». Les parties de galaxies où la vie complexe est possible constituent la zone galactique habitable. Cette zone est d'abord fonction de la distance au centre galactique. Avec la distance croissante :
1. La métallicité des étoiles décline, et les métaux (terme qui, en astronomie, signifie les éléments plus lourds que l'hydrogène et l'hélium) sont nécessaires à la formation des planètes telluriques.
2. Les radiations X et Gamma provenant des trous noirs du centre de la galaxie, et des étoiles à neutrons proches, perdent en intensité. Une radiation de cette nature est considérée comme dangereuse pour la vie complexe, en sorte que l'hypothèse de la Terre rare prédit que l'univers primitif, et également à présent, les régions de la galaxie où la densité stellaire est élevée et les supernovae communes sont inadaptées au développement de la vie complexe[4].
3. La probabilité de perturbations gravitationnelles aux planètes (et aux planétésimaux) par les étoiles proches diminue avec la densité décroissante des étoiles. En sorte que plus une planète se trouve éloignée par rapport au centre de la galaxie, moins il est probable qu'elle soit heurtée par un gros bolide. Un impact suffisamment important peut conduire à l'extinction de toute vie complexe sur une planète.

La proposition (1) ci-dessus régit les abords extérieurs d'une galaxie ; les propositions (2) et (3) régissent les régions intérieures de la galaxie, les amas globulaires et les bras spiraux des galaxies spirales. Ces bras ne sont pas des objets physiques, mais des régions d'une galaxie caractérisées par un taux de formation d'étoiles élevé, se déplaçant à la vitesse d'environ 240 km/s (pour le système solaire), ils décrivent un mouvement ondulatoire. Du centre d'une galaxie vers sa périphérie, la capacité à abriter la vie augmente puis retombe. En sorte que la zone galactique habitable peut affecter la forme d'un anneau, prise en sandwich entre son centre et sa périphérie, tous deux inhabitables.
Non seulement un système planétaire peut jouir d'une localisation favorable à l'apparition de la vie complexe, mais il doit aussi maintenir cette localisation pendant une durée suffisamment longue pour que la vie complexe évolue. Et donc, une étoile centrale avec une orbite galactique qui évolue à l'écart des régions galactiques à haut niveau de radiations telles que les centres galactiques et les bras spiraux paraît potentiellement constituer un support très favorable. Si l'orbite galactique de l'étoile centrale est excentrique, elliptique ou hyperbolique, elle traversera quelques bras spiraux, mais si l'orbite est un cercle quasi parfait, et que la vitesse orbitale égale la vitesse de « rotation » des bras spiraux, l'étoile finira par sombrer dans une région de bras spiral, d'abord graduellement, puis entièrement. Par conséquent, les tenants de la « Terre rare » en concluent qu'une étoile supportant la vie doit avoir une orbite galactique presque circulaire autour du centre de sa galaxie. La synchronisation requise entre la vitesse orbitale d'une étoile de la zone centrale et la vitesse de l'onde des bras spiraux ne peut se produire que dans des bandes plutôt étroites de distances au centre galactique. Ces régions sont dénommées la « zone galactique habitable ». Lineweaver et al. calculent que la zone galactique habitable est un anneau de 7 à 9 kiloparsecs de diamètre, qui ne comprend pas plus que 10 % des étoiles de la Voie lactée. En se basant sur des estimations prudentes du nombre total d'étoiles contenues dans la Galaxie, ceci pourrait représenter de l'ordre de 20 à 40 milliards d'étoiles. Gonzalez et al. diminueraient ce chiffre de moitié : ils estiment qu'au plus 5 % des étoiles de la Galaxie se trouvent dans la zone galactique habitable.
Effectivement, l'orbite du Soleil autour du centre de la Voie lactée est un cercle pratiquement parfait, avec une période de révolution de 225 millions d'années, correspondant étroitement à la période de rotation de la galaxie. Karen Masters a calculé que l'orbite du Soleil traverse un bras spiral majeur tous les 100 millions d'années. Au contraire, l'hypothèse de la Terre rare prévoit que le Soleil, depuis sa formation, ne devrait avoir traversé aucun bras spiral. Cependant, certains chercheurs ont suggéré que plusieurs extinctions en masse correspondent effectivement à de précédentes traversées de bras spiraux.

## Une étoile centrale avec le caractère adéquat
L'exemple de la Terre suggère que la vie complexe exige la présence d'eau à l'état liquide et sa planète doit donc se situer à la distance appropriée de son étoile. C'est le cœur de la notion de zone habitable ou principe de Boucles d'or. La zone habitable forme un anneau autour de l'étoile centrale. Si l'orbite d'une planète est trop rapprochée ou trop éloignée de son soleil, la température de sa surface est incompatible avec l'eau sous forme liquide (bien que de l'eau sous la surface, comme cela a été suggéré pour les satellites Europe et Encelade, ainsi que pour la planète naine Cérès puisse exister en différents endroits). Kasting et al. (1993) estiment que la zone habitable du Soleil s'étend entre 0,95 et 1,15 unité astronomique.
La zone habitable varie avec le type et l'âge de l'étoile centrale. La zone habitable d'une étoile de la série principale s'éloigne avec le temps jusqu'à ce que l'étoile devienne une naine blanche, moment où la zone habitable disparait. La zone habitable est étroitement liée à l'effet de serre permis par le dioxyde de carbone (CO2) atmosphérique ou autres gaz à effet de serre, principalement la vapeur d'eau dans le cas de la Terre. L'effet collectif de ces gaz augmente la température moyenne sur Terre d'approximativement 33 °C par rapport à ce qu'elle serait autrement.
On présume alors qu'une étoile doit avoir des planètes rocheuses à l'intérieur de sa zone habitable. Alors que la zone habitable des étoiles chaudes telles que Alpha Canis Majoris (Sirius) ou Alpha Lyrae (Vega) est large, il existe deux problèmes :
1. Étant donné que l'on pensait (au moment de la rédaction de « Rare Earth ») que les planètes rocheuses se formaient plus près de leurs étoiles centrales, les planètes candidates se formeraient alors trop près de l'étoile pour se trouver dans la zone habitable. Ceci ne règle pas la vie sur une lune d'une géante gazeuse. Les étoiles chaudes émettent aussi beaucoup plus de radiation ultraviolettes qui vont ioniser n'importe quelle atmosphère planétaire.
2. Les étoiles chaudes évoquées ci-dessus ont une courte durée de vie, devenant des géantes rouges en moins d'un milliard d'années. Cette durée ne suffit pas pour qu'une vie avancée évolue. Ces considérations écartent les étoiles des types F6 à O (voir type spectral comme foyer d'évolution d'une vie métazoaire évoluée.

D'autre part, de petites étoiles (naines rouges) disposent de zones habitables à petit rayon. Cette proximité fait qu'une des faces de la planète est constamment tournée vers l'étoile, et l'autre demeure en permanence dans l'obscurité, un phénomène de « verrouillage » dû aux effets des forces de marée. Ce « verrouillage de marée » d'un hémisphère d'une planète à son corps primaire fera que la face diurne de la planète est constamment chaude, alors que la face nocturne demeurera extrêmement froide, même assez froide pour que la majorité des gaz atmosphériques puissent y geler ! Les planètes à l'intérieur d'une zone habitable avec un petit rayon sont aussi soumises de façon accrues à des risques générés par les éruptions solaires (voir Aurelia), qui vont tendre à ioniser l'atmosphère et seront défavorables à la vie complexe de multiples façons. Les promoteurs de « Rare Earth » tiennent que ceci élimine la possibilité de vie dans de tels systèmes, alors que des exobiologistes ont suggéré que l'habitabilité peut exister dans les circonstances correctes. C'est un point central de blocage pour la théorie, puisque ces étoiles de type K tardif et M constituent à peu près 82 % de toutes les étoiles consumant de l'hydrogène.
Les promoteurs de « Rare Earth » font valoir que le type d'étoiles centrales qui sont « juste comme il faut » s'étage de F7 à K1. De telles étoiles ne sont pas courantes : les étoiles de type G comme le Soleil (entre les F plus chaudes et les K plus froides) ne comprennent que 9 % des étoiles consumant de l'hydrogène dans la Voie lactée.

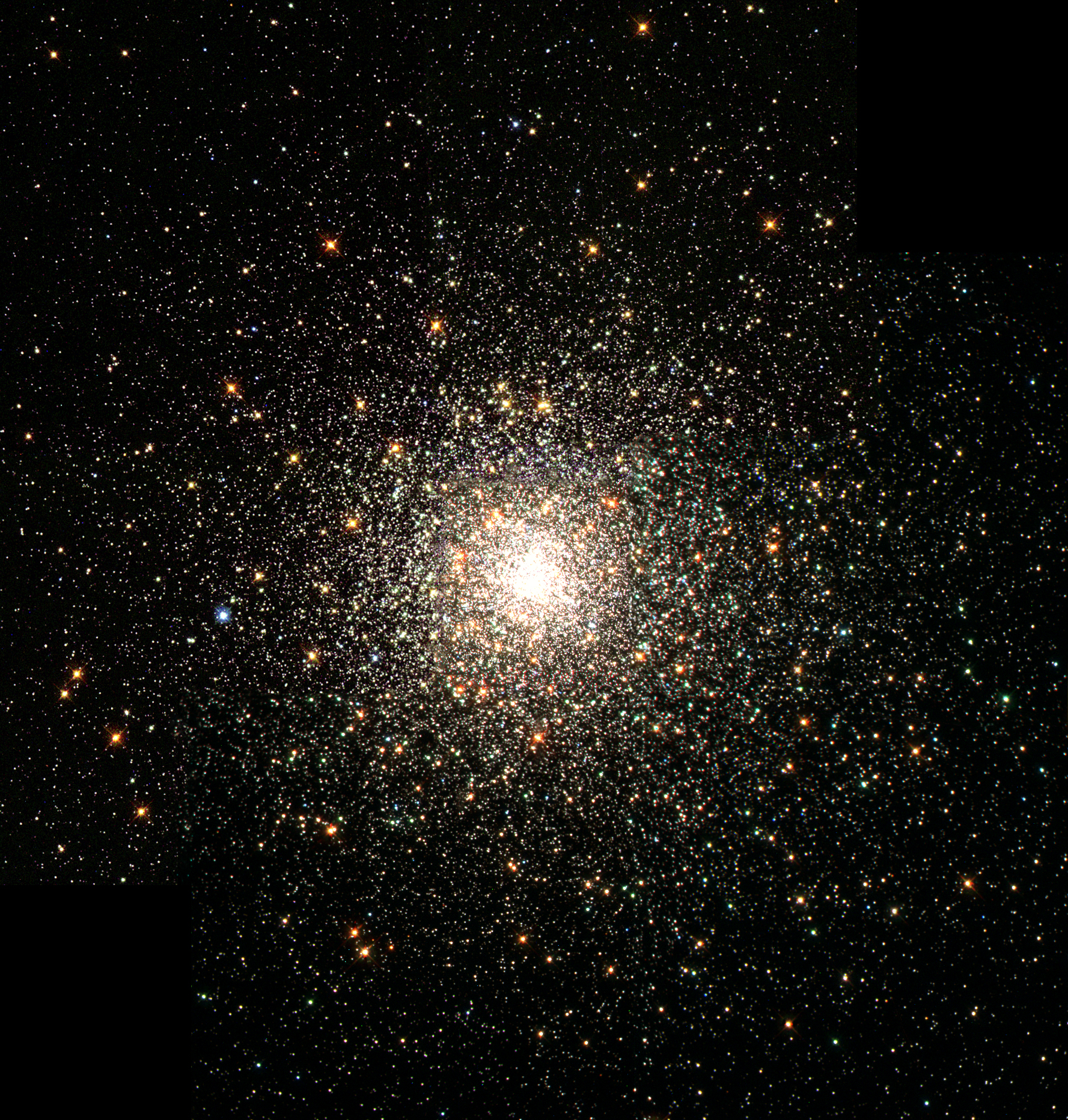
Les amas globulaires n'abritent vraisemblablement pas la vie.

Les étoiles âgées comme les géantes rouges et les naines blanches n'abritent vraisemblablement pas non plus la vie. Les géantes rouges sont courantes dans les amas globulaires et les galaxies elliptiques, Les naines blanches sont essentiellement des étoiles mourantes qui ont déjà traversé leur phase de géante rouge. Le diamètre d'une géante rouge a substantiellement augmenté depuis sa jeunesse. Si une planète s'est trouvé dans la zone habitable d'une étoile pendant sa jeunesse et son âge intermédiaire, elle sera grillée lorsque l'étoile devient une géante rouge (bien que théoriquement les planètes plus éloignées auraient pu à leur tour devenir habitables).
La dépense énergétique d'une étoile tout au long de sa vie ne change que très graduellement : les étoiles variables telles que, par exemple, les variables Céphéides constituent des hôtes extrêmement improbables de la vie. Si la dépense énergétique de l'étoile centrale décroît soudainement, même pour une durée relativement réduite, l'eau de la planète peut se congeler. A contrario, si la dépense énergétique de l'étoile centrale croît de façon significative, les océans peuvent s'évaporer, ce qui produit un effet de serre : ce phénomène peut éliminer toute reformation des océans.
Il n'existe pas de moyen connu pour parvenir à la vie sans chimie complexe, et une telle chimie exige des métaux (ce qui signifie des éléments plus lourds que l'hydrogène, l'hélium et le lithium). Ceci suggère qu'une des conditions pour la vie est un système solaire riche en métaux. Le seul mécanisme connu pour la création et la dispersion de métaux est une explosion de supernova. La présence de métaux dans les étoiles est révélée par leur spectre d'absorption, et les études des spectres stellaires révèlent que de nombreuses étoiles, et peut-être la plupart d'entre elles, sont pauvres en métaux. Une faible métallicité caractérise l'univers primordial, les amas globulaires et les autres étoiles formées lors de la jeunesse de l'univers, les étoiles dans la plupart des autres galaxies que les grandes galaxies spirales, et les étoiles des régions extérieures de toutes les galaxies. Ainsi, on estime les étoiles centrales riches en métaux capables d'abriter une vie complexe comme très communes dans les banlieues calmes des plus grandes galaxies spirales, régions hospitalières à la vie complexe, pour une autre raison, spécifiquement l'absence de radiations élevées.

## Un système planétaire
Un nuage de gaz capable de donner naissance à une étoile peut aussi enfanter une planète géante gazeuse à basse métallicité (jovienne) comme Jupiter et Saturne. Mais les planètes joviennes ne disposent pas d'une surface solide, estimée nécessaire pour la vie complexe (leurs satellites, cependant, peuvent disposer de surfaces dures). Selon l'argumentation de Ward et Brownlee, un système planétaire capable d'abriter une vie complexe doit être structuré plus ou moins comme le Système solaire, avec les petites planètes rocheuses à l'intérieur et les planètes joviennes à l'extérieur. Cependant, des recherches récentes remettent en question cette ligne argumentaire.

### Incertitude sur Jupiter

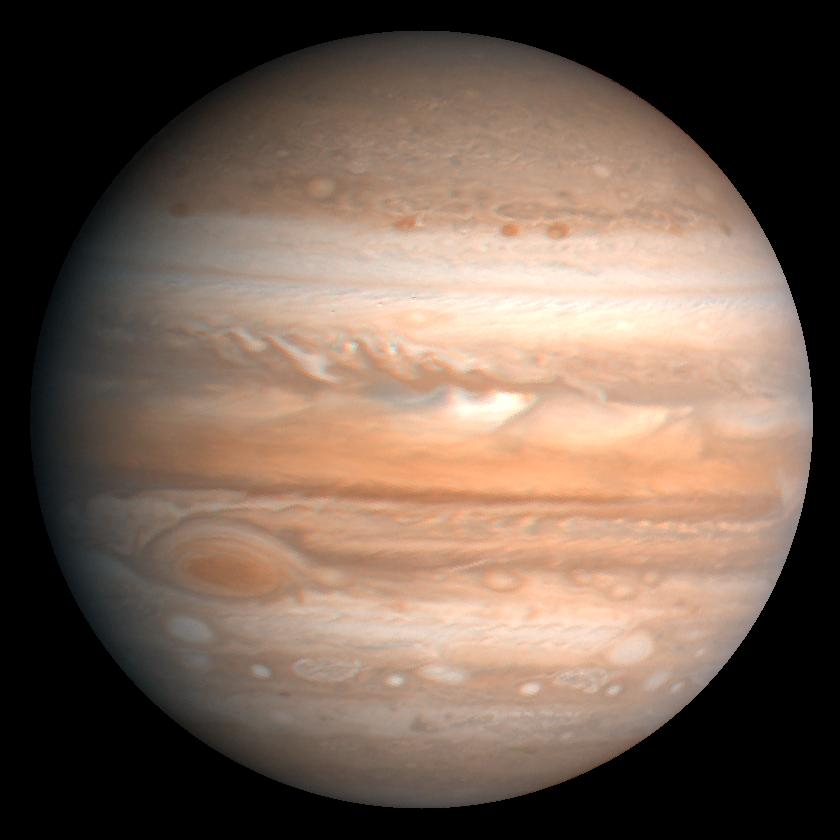
Jupiter est la cinquième planète à partir du Soleil et la plus grosse planète à l'intérieur du Système solaire.

À l'époque du livre de Ward et Brownlee, les géantes gazeuses étaient considérées comme aidant au maintien de la vie, en retenant les astéroïdes éloignés des planètes hébergeant la vie. On pensait donc qu'une géante gazeuse protégeait les planètes rocheuses intérieures contre les bombardements d'astéroïdes. Cependant, des simulations informatiques récentes sur la matière suggèrent que la situation est plus complexe : il apparaît que Jupiter cause trois fois plus d'impacts qu'elle n'en évite, alors que le remplacement de Jupiter par un corps de la taille de Saturne, doublerait le taux de bombardement par rapport à celui obtenu avec Jupiter.

### Perturbation orbitale
Une géante gazeuse ne doit pas être trop proche d'un corps sur lequel se développe la vie, sauf si ce corps est une de ses lunes. La position trop rapprochée d'une géante gazeuse pourrait perturber l'orbite d'une planète potentiellement porteuse de vie, soit directement, soit en dérivant dans la zone habitable.
La dynamique newtonienne peut produire des orbites planétaires chaotiques, spécialement dans un système ayant des grosses planètes avec une excentricité orbitale élevée.
La nécessité d'une orbite stable s'impose aux systèmes planétaires extra-solaires composés de grosses planètes avec des orbites proches de l'étoile, connus sous le nom de Jupiters chauds. On pense que les Jupiters chauds se sont formés à de beaucoup plus grandes distances de leur étoile parent qu'elles le sont actuellement, et qu'elles ont migré vers l'intérieur jusqu'à leur position actuelle. Dans ce processus, elles auront perturbé de façon catastrophique l'orbite de toutes les planètes de la zone habitable.

## Dimension planétaire
Une planète trop petite n'est pas en mesure de retenir suffisamment d'atmosphère. Les variations de la température de surface seraient bien plus importantes, et la température moyenne diminuerait. La formation d'océans de tailles substantielles et leur maintien sur une longue durée seraient compromises. La surface d'une petite planète tendra également à être très accidentée, avec de hautes montagnes et de profonds canyons. Son cœur se refroidira trop rapidement, et la tectonique des plaques, soit ne durera pas aussi longtemps que sur une plus grosse planète, soit ne se produira pas du tout.
Selon l'astronome Michaël Meyer de l'Université d'Arizona, de petites planètes comme la Terre peuvent être courantes : « Nos observations suggèrent qu'entre 20 % et 60 % des étoiles similaires au Soleil présentent des signes de formation de planètes rocheuses, peu différents des processus dont nous pensons qu'ils ont conduit à l'apparition de la planète Terre. C'est très excitant. ». L'équipe menée par M. Meyer a mis en évidence la présence de poussière cosmique à proximité d'étoiles de type solaire, et considère ceci comme un sous-produit de la formation de planètes rocheuses.

## Une grosse lune
La Lune est inhabituelle parce que les autres planètes rocheuses du Système solaire soit n'ont pas de satellite naturel (Mercure et Vénus), ou bien en ont de minuscules, vraisemblablement des astéroïdes capturés (Mars).
La théorie de l'impact géant formule l'hypothèse que la Lune résulte de l'impact de la planète Théia (de la taille de Mars) avec la Terre pendant sa prime jeunesse. Cette collision géante a aussi donné à la Terre son inclinaison de l'axe et sa vitesse de rotation. Une rotation rapide réduit la variation de température au cours d'une journée et rend la photosynthèse viable. L'hypothèse de la Terre rare continue avec l'argument que l'inclinaison de l'axe ne doit pas être trop grande par rapport au plan orbital. Une planète avec une trop grande inclinaison supporterait des variations climatiques saisonnières extrêmes, défavorable à la vie complexe. Une planète avec peu ou pas d'inclinaison manquerait d'un stimulus à l'évolution fourni par les variations climatiques. Dans cette optique, l'inclinaison de la Terre est « juste ce qu'il faut ». La gravité de gros satellites stabilise également l'inclinaison de la planète ; sans cette influence, l'inclinaison deviendrait chaotique, rendant probablement impossible les formes de vie terrestres complexes.
Si la Terre n'avait pas de lune, les marées océanes résultant uniquement de l'influence gravitationnelle du Soleil seraient très modestes. Un gros satellite engendre l'existence de mares résiduelles, qui peuvent être essentielles à la formation de la vie complexe.
Un gros satellite augmente également la vraisemblance d'une tectonique des plaques par l'effet des forces de marées sur la croûte de la planète. L'impact qu'a formé la Lune peut aussi avoir eu un rôle initiateur de la tectonique des plaques, sans laquelle la croûte continentale couvrirait la totalité de la planète, ne laissant aucune place pour la croûte océanique[réf. nécessaire]. Il est possible que la convection du manteau à grande échelle, nécessaire préalable à l'apparition d'une tectonique des plaques, n'aurait pas pu émerger en l'absence d'inhomogénéité de la croûte. Cependant, il existe des signes forts qu'une tectonique des plaques a existé sur Mars dans le passé, sans qu'un tel mécanisme l'ait initié.
Si un impact géant constitue la seule façon pour qu'une planète rocheuse intérieure acquière un gros satellite, n'importe quelle planète de la zone habitable circumstellaire nécessitera de se former comme une planète double, en sorte qu'il y ait un objet suffisamment massif pour engendrer un impact permettant de générer un gros satellite en temps opportun. Un objet « impactant » de cette nature n'est pas nécessairement improbable. Des travaux récents d'Edward Belbruno (en) et John Richard Gott de l'université de Princeton suggèrent qu'un corps « impactant » adéquat pourrait se former aux points de Lagrange d'une planète (L4 ou L5).

## Une tectonique des plaques
Une planète ne peut avoir de tectonique des plaques que si sa composition chimique le permet. La seule source de longue durée connue fournissant la chaleur nécessaire est la radioactivité qui se produit dans les profondeurs de la planète. Les continents doivent aussi être constitués de roches granitiques qui flottent sur des roches basaltiques plus denses. Taylor souligne que les zones de subduction (une partie essentielle des plaques tectoniques) exigent l'action lubrificatrice d'amples quantités d'eau ; sur Terre de telles zones existent uniquement au fond des océans.

### Épisode du bouleversement inertiel
Il y a assez de preuves que le taux de dérive des continents durant l'explosion cambrienne était anormalement élevé. En fait, les continents se sont déplacés de l'Arctique vers l'équateur et inversement en 15 millions d'années ou moins. Kirschvink et al. ont proposé l'explication suivante, sujette à controverse : un changement de 90° de l'axe de rotation de la Terre, provoqué par un déséquilibre des masses continentales par rapport à l'axe. Le résultat en fut un énorme changement sur le plan du climat, des courants océaniques, et ainsi de suite, se produisant en très peu de temps et affectant la totalité de la Terre. Ils désignèrent leur explication comme « l'épisode du bouleversement inertiel ».
Ce scénario n'a pas encore été entériné par la communauté scientifique, mais si un tel évènement s'est vraiment produit, alors, il a été très invraisemblable, et s'il était une nécessité pour que l'évolution d'une vie animale plus complexe que les éponges de mer ou les récifs coralliens, alors nous obtenons encore une nouvelle raison pour que la vie (complexe ?) soit rare dans l'univers.

## Équation de la Terre rare
L'exposé suivant est adapté de Cramer. L'équation de la Terre rare constitue la riposte de Ward et Brownlee à celle de Drake. Elle permet le calcul de {\displaystyle N}, le nombre de planètes similaires à la Terre dans la Voie lactée ayant des formes de vies complexes comme :
{\displaystyle N=N^{*}\cdot n_{e}\cdot f_{g}\cdot f_{p}\cdot f_{pm}\cdot f_{i}\cdot f_{c}\cdot f_{l}\cdot f_{m}\cdot f_{j}\cdot f_{me}}
où :
- N* est le nombre d'étoiles dans la Voie lactée. L'estimation de ce nombre n'est pas très bonne parce que l'estimation de la masse de la Voie lactée n'est elle-même pas parfaite. De plus, il existe trop peu d'informations sur le nombre des très petites étoiles. N est au minimum égal à 100 milliards, et peut-être aussi important que 500 milliards, s'il existe beaucoup d'étoiles peu visibles.
- {\displaystyle n_{e}} est le nombre moyen de planètes dans la zone habitable d'une étoile. Cette zone est plutôt étroite, du fait qu'elle est contrainte par les exigences que la température moyenne de la planète soit compatible avec de l'eau présente sous forme liquide toute la durée nécessaire pour que la vie complexe puisse évoluer. Aussi {\displaystyle n_{e}} = 1 constitue vraisemblablement une limite supérieure. Nous supposons que {\displaystyle N^{*}\cdot n_{e}=5\cdot 10^{11}}. L'hypothèse de la Terre rare peut être vue comme l'assertion que le produit des neuf autres facteurs de l'équation de la Terre rare listés ci-dessous, qui sont tous des fractions, n'est pas supérieur à 10 −10 et plausiblement aussi petit que 10−12. Dans ce dernier cas, {\displaystyle N} pourrait être aussi petit que 0 ou 1. Ward et Brownlee ne calculent pas réellement la valeur de {\displaystyle N}, parce que les valeurs numériques d'un grand nombre des facteurs ci-dessous ne peuvent que faire l'objet de conjectures. Elles ne peuvent être estimées simplement parce que nous ne disposons que d'une seule référence : la Terre, une planète rocheuse qui orbite autour d'une étoile G2 dans la banlieue tranquille d'une grande galaxie spirale barrée, foyer de la seule espèce intelligente que nous connaissions, précisément nous-même ;
- {\displaystyle f_{g}} est la fraction des étoiles de la galaxie situées dans la zone habitable. Ward, Brownlee, et Gonzalez estiment ce facteur à 0.1[7]) ;
- {\displaystyle f_{p}} est la fraction d'étoiles de la Voie lactée avec des planètes ;
- {\displaystyle f_{pm}} est la fraction de ces planètes qui sont rocheuses («métalliques») plutôt que gazeuses ;
- {\displaystyle f_{i}} représente la fraction des planètes habitables ou la vie microbienne est apparue. Ward et Brownlee ne croient pas vraisemblable que cette fraction soit petite ;
- {\displaystyle f_{c}} représente la fraction de planètes où la vie complexe a évolué. Pour 80 % des cas où une vie microbienne est apparue, sur la Terre, il n'y a eu que de la vie bactérienne. Ainsi, Ward et Brownlee soutiennent que cette fraction doit être très petite ;
- {\displaystyle f_{l}} est la fraction de la durée de vie totale de la planète durant laquelle est présente la vie complexe. La vie complexe ne peut durer indéfiniment, parce que s'accroît l'énergie dépensée par le type d'étoile lui permettant d'émerger, et l'étoile centrale devient finalement une géante rouge qui absorbe les planètes située dans la zone habitable. Aussi, avec suffisamment de temps, une extinction catastrophique de toute vie complexe devient encore plus vraisemblable ;
- {\displaystyle f_{m}} est la fraction des planètes habitables avec une grosse lune. Si l'hypothèse de l'impact géant à l'origine de la Lune est correcte cette fraction est petite ;
- {\displaystyle f_{j}} est la fraction des systèmes planétaires avec de grosses planètes joviennes. Cette fraction peut être élevée ;
- {\displaystyle f_{me}} représente la fraction des planètes avec suffisamment peu d'évènements d'extinction. Ward et Brownlee soutiennent que le petit nombre de tels évènements qu'a supporté la Terre depuis l'explosion cambrienne peut être inhabituel, auquel cas cette fraction serait faible.

L'équation de la Terre rare, au contraire de celle de Drake, ne factorise pas la probabilité que la vie complexe évolue en vie intelligente qui découvre la technologie (rappelons-nous que Ward et Brownlee ne sont pas des biologistes évolutionnistes). Barrow et Tipler observent le consensus parmi ces biologistes que le chemin de l'évolution depuis le chordé cambrien primitif (par exemple Pikaia) jusqu'à l'Homo sapiens était un événement hautement improbable. Par exemple, le gros cerveau des humains est la marque des désavantages adaptatifs, puisqu'ils réclament un coûteux métabolisme, une longue période de gestation, et une durée de jeunesse de plus de 25 % de la durée moyenne totale de la vie. D'autres traits improbables chez les humains comportent : 
- le fait d'être le seul vertébré bipède terrestre non-avien de grande extension. Combiné à une coordination œil-main inhabituelle, ceci permet des manipulations adroites de l'environnement physique avec les mains ;
- Un appareil vocal beaucoup plus expressif que celui d'aucun autre mammifère, permettant la parole. La parole permet aux humains l'interaction coopérative, le partage du savoir, et l'acquisition d'une culture ;
- la capacité de formuler des abstractions à un degré permettant l'invention des mathématiques, et la découverte des sciences et de la technologie. Il faut garder à l'esprit que les humains ont acquis récemment tout ce qui compose la sophistication de leur savoir scientifique et technologique.

## Partisans
Les livres qui soutiennent l'hypothèse de la Terre rare, dans l'ordre de complexité croissante, comprennent : 
- Stuart Ross Taylor[33] : un spécialiste du Système solaire, fermement convaincu par l'hypothèse. Mais sa vérité n'est pas centrale dans son objectif, l'écriture d'une introduction sur le Système solaire et sa formation. Taylor conclut que le système solaire est probablement très inhabituel, étant le résultat de tant de hasards et d'évènements.
- Stephen Webb[34] : un physicien, présente et rejette les principales solutions candidates pour le paradoxe de Fermi. L'hypothèse de la Terre rare émerge comme une des seules solutions qui subsiste à la fin de l'ouvrage.
- Simon Conway Morris[35] : un paléontologue, soutient principalement que l'évolution est une convergence. Morris consacre le chapitre 5 à l'hypothèse de la Terre rare, et cite Rare Earth avec approbation. Cependant, pendant que Morris s'accorde sur le fait que la Terre pourrait bien être la seule planète de la Voie lactée hébergeant la vie complexe, il voit l'évolution de la vie complexe en vie intelligente comme assez probable, contrairement aux vues d'Ernst Mayr, développées dans la section 3.2 de la référence suivante.
- John D. Barrow et Frank J. Tipler (1986. 3.2, 8.7, 9), cosmologistes défendent vigoureusement l'hypothèse que les humains sont vraisemblablement les seuls êtres intelligents de la Voie lactée, et peut-être de l'univers tout entier. Mais cette hypothèse ne constitue pas le point central de leur livre, une étude très attentive du principe anthropique et la façon dont les lois physiques ont agi de façon particulièrement favorables à l'émergence de la complexité dans la nature.
- Ray Kurzweil un pionnier de l'informatique et singularitarien auto-proclamé, soutient dans Humanité 2.0[36] que la singularité prochaine exige que la Terre soit la première planète sur laquelle soit apparue une vie évoluée, basée sur les sens et utilisant les technologies. Bien que d'autres planètes similaires à la Terre puissent exister, la Terre doit être la plus avancée sur le plan de l'évolution, sinon nous aurions perçu des signes évidents qu'une autre culture ait expérimenté la Singularité et se soit répandue pour exploiter toute la capacité computationnelle de l'Univers.
- Jean-Pierre Bibring, un astrophysicien et planétologue français, rappelle que la possibilité d'une vie extraterrestre, largement commentée depuis Giordano Bruno, s'appuie sur le nombre immense de planètes. Or la diversité des systèmes planétaires observés, insoupçonnée dans les années 1960 (la diversité des satellites de Jupiter annonçant celle des exoplanètes), montre que les possibilités d'évolution d'une planète sont incommensurablement supérieures à la population considérée. L'histoire d'une planète s'ajoute à ses paramètres physiques, multipliant à l'infini les configurations possibles[37]. Au-delà de l'unicité de la Terre, chaque planète est donc le fruit d'une évolution particulière et montre des caractères uniques.

## Critiques
Les critiques à l'égard de l'hypothèse de la Terre rare adoptent des formes variées.

### Les exoplanètes sont courantes
Plus de 300 exoplanètes étaient connues début 2009, et l'on en dénombre plus de 800 à la fin 2012. Le Dr Alan Boss du Carnegie Institution of Science estime qu'il peut y avoir « 100 milliards » de planètes « terrestres » dans notre seule Galaxie. Le Dr Boss pense que nombre d'entre elles peuvent abriter des formes de vie simples et il pourrait y avoir des centaines de civilisations dans notre galaxie. Le Dr Boss estime que chaque étoile similaire au Soleil a une moyenne d'une planète semblable à la Terre.

« Des travaux récents à l'Université d'Edimbourg ont tenté de quantifier combien il pouvait y exister de civilisations intelligentes. La recherche a conclu qu'il pouvait y en avoir des milliers. »

### Biologie de l'évolution
Au centre de l'hypothèse de la Terre rare se place l'exigence relative à la biologie de l'évolution selon laquelle, alors que des microbes de toutes sortes pourraient très bien être courants dans l'univers, l'existence de la vie complexe est peu vraisemblable. Pourtant, à ce jour, le seul biologiste de l'évolution s'étant exprimé sur ce point est Simon Conway Morris en 2003. L'hypothèse conclut, plus ou moins, que la vie complexe est rare parce qu'elle ne peut évoluer qu'à la surface d'une planète semblable à la Terre ou un satellite adéquat d'une planète. Certains biologistes, tels que Jack Cohen pensent cette affirmation trop restrictive et sans imagination : ils le voient comme une forme de raisonnement circulaire (voir Biochimies hypothétiques, une biochimie spéculative sur des formes de vie étrangères). Les planètes similaires à la Terre peuvent effectivement être très rares, mais l'émergence d'une vie complexe non basée sur la chimie du carbone pourrait survenir dans d'autres environnements.

#### David Darling
D'après Darling, l'hypothèse de la Terre rare n'est ni une hypothèse, ni une prédiction, mais à peine une description de la façon dont la vie est apparue sur Terre. À ses yeux, Ward et Brownlee n'ont rien fait de plus que la sélection des facteurs qui convenaient le mieux à leur hypothèse :

« Ce qui importe n'est pas de savoir s'il y a quelque chose d'inhabituel  à propos de la Terre : il y aura des aspects idiosyncratiques pour chacune des planètes de l'espace. Ce qui importe est de définir si l'une des circonstances est non seulement inhabituelle mais aussi essentielle pour la vie complexe. Jusqu'ici, nous n'avons rien vu qui le suggère. »

#### Richard Dawkins
Il y a réellement beaucoup de planètes et certaines seront inévitablement similaires à la Terre :

« …L'alternative anthropique à l'hypothèse du dessein est statistique. Les scientifiques évoquent la magie des grands nombres. On a  estimé qu'il y a entre 100 et 300 milliards d'étoiles dans la Galaxie et aux alentours de 100 milliards de galaxies dans l'univers. En éliminant quelques zéros au titre d'une prudence ordinaire, un milliard de milliards reste une estimation raisonnable du nombre de planètes dans l'univers. Supposons maintenant que l'origine de la vie, l'apparition spontanée de quelque chose d'équivalent à l'ADN fut réellement un événement d'une stupéfiante improbabilité. Supposons qu'il était tellement improbable qu'il n'ait pu se produire qu'une fois sur un milliard de planète, (...). Mais ici, nous parlons de probabilité de un sur un milliard. Et cependant, même avec des probabilités aussi absurdement réduites, la vie serait tout de même apparue sur un milliard de planètes, parmi lesquelles figure bien entendu la Terre.
La conclusion est si surprenante que je vais la répéter. Si la probabilité d'apparition spontanée de la vie sur une planète était de un contre un milliard, malgré cela, cet événement improbable à un degré stupéfiant se produirait tout de même sur un milliard de planètes. La probabilité de trouver n'importe laquelle de ce milliard de planètes abritant la vie rappelle la proverbiale aiguille avec sa botte de foin, Mais nous n'avons pas besoin de changer nos habitudes pour trouver une aiguille, puisque (de retour au principe anthropique) tout être capable d'engager cette recherche doit nécessairement être assis sur une de ces aiguilles prodigieusement rares avant même de la commencer. »

— Richard Dawkins, The God Delusion

## Physique et cosmologie
Si les suggestions qui suivent sont exactes, d'autres endroits de l'univers ou multivers sont susceptibles d'abriter de la vie.

### Mécanique quantique pour plusieurs mondes
La théorie des mondes multiples produit au moins une planète semblable à la Terre dans certaines chronologies, ou certains mondes. Dans ce contexte, une chronologie signifie un monde ou univers parallèle. Ceci s'applique même dans un univers où la probabilité de n'en former qu'une seule est faible. La chronologie du Big Bang est supposée avoir commencé il y a approximativement 13,7 milliards d'années, Le Système solaire s'est formé il y a près de 4,6 milliards d'années ; durant les 9 milliards d'années entre la formation de l'Univers et la formation du Système solaire, une quantité indénombrable de copies de l'univers se sont développées. On peut raisonnablement s'attendre au développement d'au moins un Système solaire parmi toutes ces copies de l'univers. De même, depuis 4,6 milliards d'années que la Terre et le Système solaire se développent, des copies de la Terre ont augmenté exponentiellement, il n'est donc pas surprenant qu'au moins une d'entre elles se soit développée en vue d'une vie intelligente.
Si l'hypothèse de la Terre rare et la théorie des mondes multiples sont toutes deux exactes, alors la présence d'observateurs intelligents est assurée, même si l'équation de la Terre rare est proche de zéro. Mais de telles Terres seront presque toujours isolées, ce qui répond au Paradoxe de Fermi. L'hypothèse de la terre rare peut ne pas être vraie, comme exposé plus haut.
La théorie des mondes multiples, seule, ne peut pas si facilement expliquer l’Univers apparemment finement réglé. Dans la plupart des versions des mondes multiples, les constantes physiques de tous les mondes sont semblables.